# Idopterum ovale
Idopterum ovale là một loài bướm đêm thuộc phân họ Arctiinae, họ Erebidae.